# Borya
Classification APG III (2009)
Genre
Répartition géographique

## Liste des espèces
Selon World Checklist of Selected Plant Families (WCSP) (16 avr. 2010) :
- Borya constricta  Churchill (1985)
- Borya inopinata  P.I.Forst. & E.J.Thomps. (1997)
- Borya jabirabela  Churchill (1987)
- Borya laciniata  Churchill (1985)
- Borya longiscapa  Churchill (1987)
- Borya mirabilis  Churchill (1985)
- Borya nitida  Labill. (1805)
- Borya scirpoidea  Lindl. (1840)
- Borya septentrionalis  F.Muell. (1865)
- Borya sphaerocephala  R.Br. (1810)
- Borya subulata  G.A.Gardner, For. Dept. Bull. (1923)

Selon NCBI (16 avr. 2010) :
- Borya laciniata
- Borya septentrionalis
- Borya sphaerocephala